# Subregió d'Antalya
La subregió d'Antalya (TR61) és una de les 26 subregions estadístiques de Turquia.

## Regions de tercer grau (províncies)
- Província d'Antalya (TR611)
- Província d'Isparta (TR612)
- Província de Burdur (TR613)